# بهجت أبو غربية
بهجت عليان عبد العزيز عليان أبو غربية (1916-2012) هو مناضل فلسطيني وُلد في بلدة خان يونس. أمضى معظم حياته في القدس. يُلقّب بشيخ المناضلين الفلسطينيين، فقد اشترك في جميع مراحل النّضال الفلسطيني المسلح، خصوصًا ثورة (1936-1939) وحرب (1947-1949)، إذ كان أحد قادة جيش الجهاد المقدس وخاض معارك كثيرة منها معركة القسطل التي استشهد فيها القائد عبد القادر الحسيني. صدر له عام 1993 الجزء الأول من مذكراته بعنوان في خضم النضال العربي الفلسطيني، وفي عام 2004 صدر له الجزء الثاني من مذكراته من النكبة إلى الانتفاضة.
توفي في عمان يوم الخميس 26 كانون الثاني 2012.

## سيرته
تلقّى أمراً خطياً من الرئيس فاضل رشيد من قادة جيش الإنقاذ ووقع على الأمر أيضاً الضابط جمال الصوفي نائب قائد الكتيبة، والشيخ مصطفى السباعي المراقب العام للإخوان المسلمين، بسحب مواقعه شمال سور القدس إلى داخل السور في البلدة القديمة، ولأنه من قيادة الجهاد المقدس رفض أمر الانسحاب، واستمر صامداً مع رجاله، يقاتلون خارج السور إلى أن وصل الجيش العربي الأردني في 15 أيار 1948 لنجدتهم، وهذه الواقعة أخّرت احتلال القدس الشرقية 20 عاماً، حيث لو وافق شيخنا على تنفيذ أمر قيادة جيش الإنقاذ لتمَّ احتلال القدس كاملة في العام 1948.

## حياته العملية
التحق أبو غربية ل حزب البعث العربي الاشتراكي في الأردن عام 1949، وانتخب عضواً في القيادة القطرية خلال الفترة من(1951-1959)، وقاد النضال السري للحزب للأعوام (1957-1960).
ساهم في تأسيس منظمة التحرير الفلسطينية مع الرئيس أحمد الشقيري، كما شارك في تأسيس جيش التحرير الفلسطيني وقوات التحرير الشعبية. انتخب عضواً في اللجنة التنفيذية للمنظمة، وعضواً في المجلس الوطني الفلسطيني، والمجلس المركزي لمنظمة التحرير الفلسطينية منذ تأسيسها عام 1964 حتى عام 1991، حين استقال احتجاجاً على قبول المنظمة بقرار مجلس الأمن رقم 242 والاعتراف بدولة العدو.